# Hårstjärtfiskar
Hårstjärtfiskar (Trichiuridae) är en familj i underordningen makrillika fiskar (Scombroidei). De listades tidigare som underfamilj till havsgäddfiskar (Gempylidae).
Arterna förekommer i alla hav förutom polartrakterna och de besöker även bräckt vatten. Hårstjärtfiskar har en långsträckt och på sidan sammanpressad kropp. Familjens medlemmar kännetecknas av en lång ryggfena som kan sträcka sig över hela ovansidan.
Det vetenskapliga namnet bildas av grekiska ord och motsvarar det svenska namnet, thrix (hår) och oura (stjärt, svans).

## Taxonomi
Familjen utgörs av 10 släkten med tillsammans 45 arter:
- Aphanopus, 7 arter.
- Assurger, en art.
- Benthodesmus, 11 arter.
- Demissolinea, en art.
- Eupleurogrammus, 2 arter.
- Evoxymetopon, 4 arter.
- Lepidopus, 6 arter.
- Lepturacanthus, 3 arter.
- Tentoriceps, en art.
- Trichiurus, 11 arter.